# Micrococca volkensii
Micrococca volkensii är en törelväxtart som först beskrevs av Ferdinand Albin Pax, och fick sitt nu gällande namn av David Prain. Micrococca volkensii ingår i släktet Micrococca och familjen törelväxter. Inga underarter finns listade i Catalogue of Life.